# Llano de Olmedo
Llano de Olmedo ist ein nordspanischer Ort und eine Gemeinde (municipio) mit 51 Einwohnern (Stand: 2024) in der Provinz Valladolid in der autonomen Region Kastilien-León. 

## Geografie
Llano de Olmedo liegt im Süden der Provinz Valladolid etwa 45 Kilometer südsüdöstlich vom Stadtzentrum von Valladolid in einer Höhe von ca. 775 m. 

## Bevölkerungsentwicklung
| 189 | 240 | 153 | 127 | 119 | 90 | 75 | 59 |

## Sehenswürdigkeiten

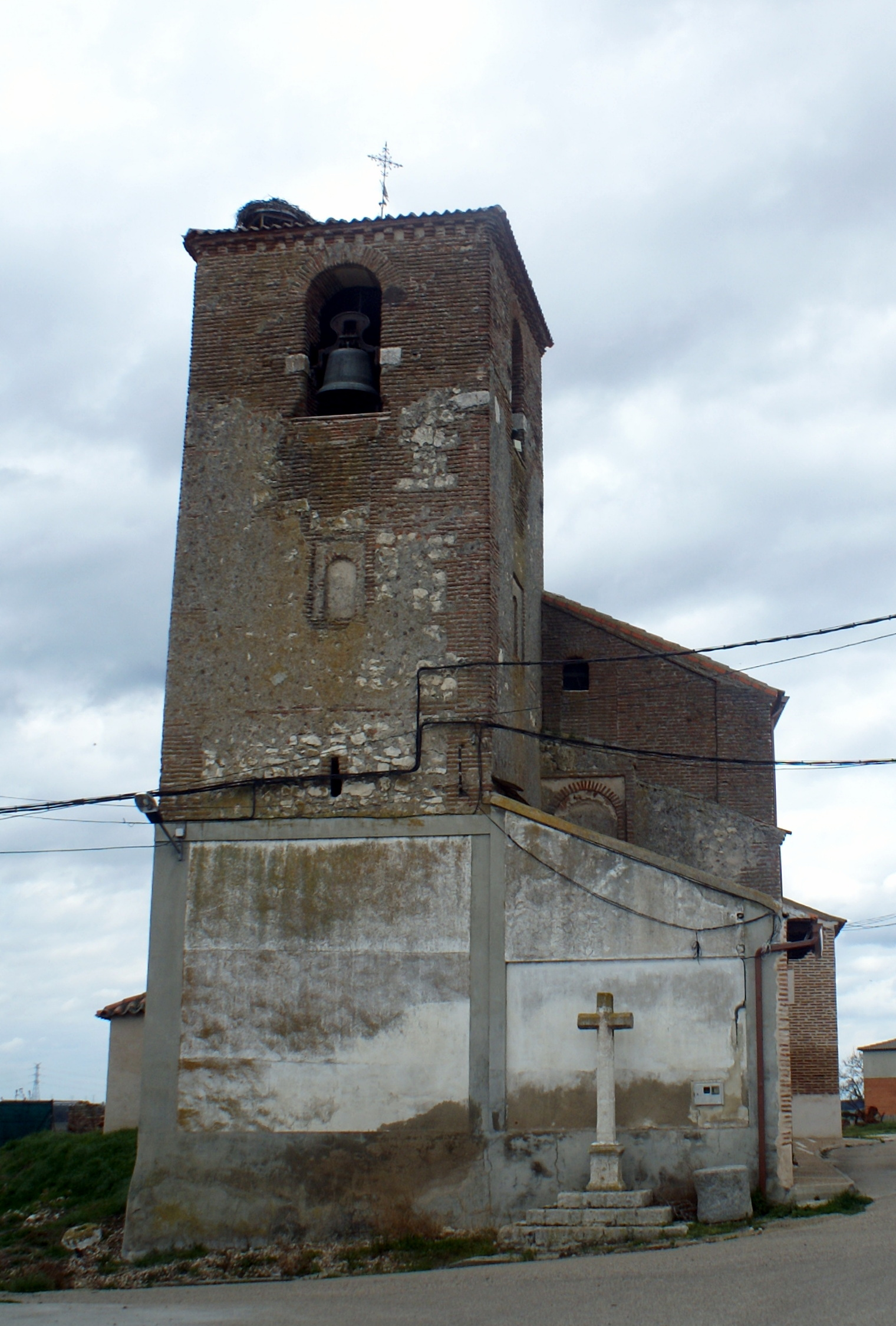
Peterskirche
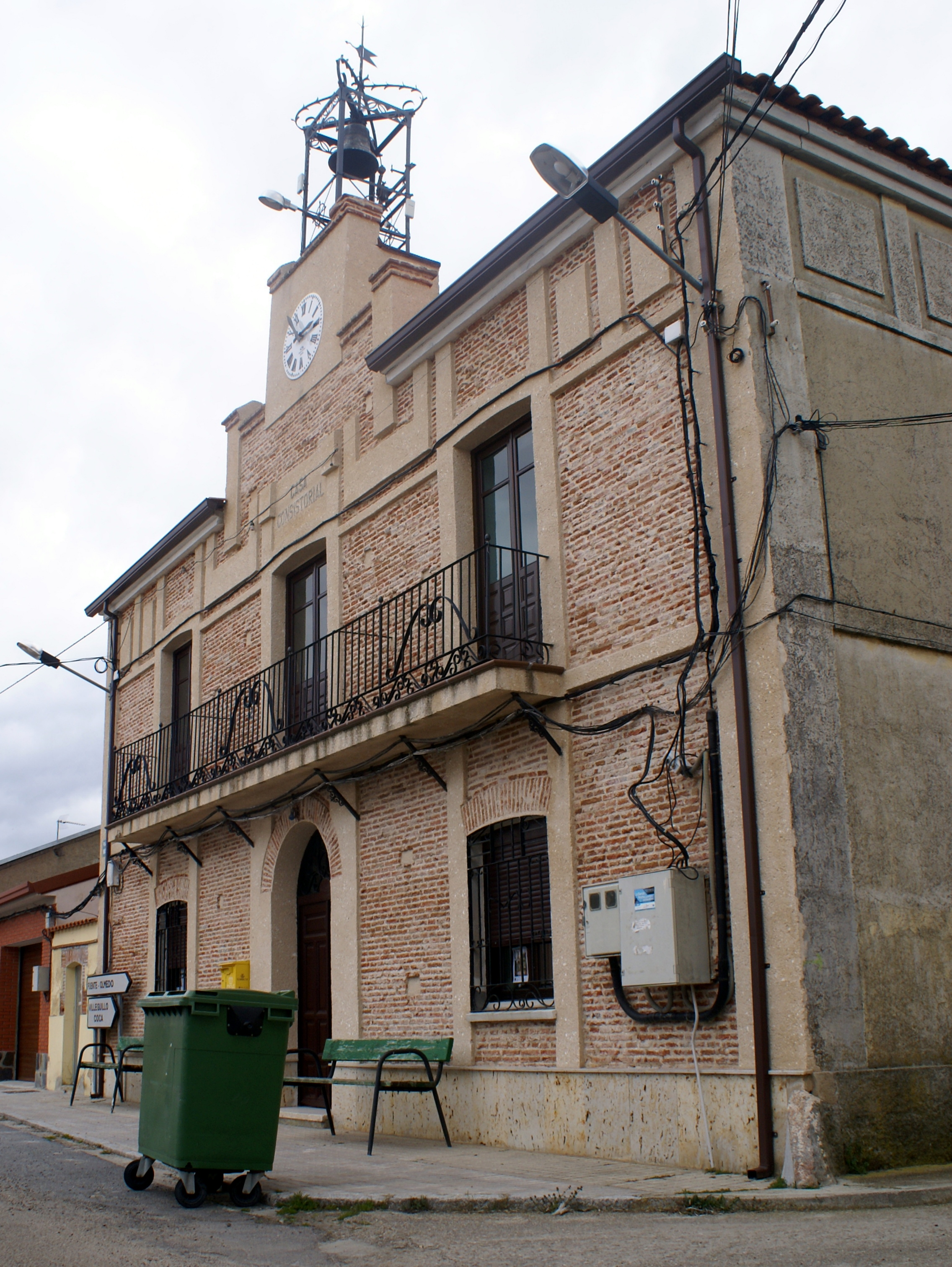
Rathaus

- Peterskirche
- Rathaus